# ديفيد رومني
ديفيد رومني (بالإنجليزية: David Romney)‏ هو لاعب كرة قدم أمريكي في مركز الدفاع، ولد في 12 يونيو 1993 في إرفاين في الولايات المتحدة. شارك مع منتخب الولايات المتحدة تحت 23 سنة لكرة القدم. أما مع النوادي، فقد لعب مع لوس أنجلوس غلاكسي.

## وصلات خارجية
- ديفيد رومني على موقع الدوري الأمريكي (الإنجليزية)
- ديفيد رومني على موقع قاعدة بيانات كرة القدم.إي يو (الإنجليزية)
- ديفيد رومني على موقع Soccerbase.com (لاعب) (الإنجليزية)
- ديفيد رومني على موقع Soccerway.com (الإنجليزية)
- ديفيد رومني على موقع عالم كرة القدم.نت (الإنجليزية)
- ديفيد رومني على موقع AS.com (الإسبانية)